# 陳萬策 (萬曆進士)
陳萬策（1556年—？），號麟臺，北直隸安肅縣人，明朝政治人物。

## 生平
萬曆元年（1573年）癸酉科順天鄉試舉人。萬曆二十年（1592年），登壬辰科第三甲第三百三十四名進士，仕至國子監博士。

## 家族
曾祖陳興旺；祖父陳惠；父陳虎，兄長陳萬化是知名內璫，曾任東廠提督。